# Bielsko-Bialskie Towarzystwo Sportowe 2015-2016
Questa voce raccoglie le informazioni riguardanti il Bielsko-Bialskie Towarzystwo Sportowe nelle competizioni ufficiali della stagione 2015-2016.

## Organigramma societario
Area direttiva
- Presidente: Piotr Pluszyński

Area tecnica
- Allenatore: Krzysztof Stelmach
- Allenatore in seconda: Andrzej Stelmach

## Rosa
| N° | Nome                  | Ruolo | Data di nascita   | Nazionalità sportiva |
| -- | --------------------- | ----- | ----------------- | -------------------- |
| 1  | Bartłomiej Krulicki   | C     | 15 settembre 1993 | Polonia              |
| 2  | Daniel Lewis          | L     | 3 aprile 1976     | Canada               |
| 4  | Wojciech Siek         | C     | 1º maggio 1994    | Polonia              |
| 5  | Krzysztof Modzelewski | S     | 5 febbraio 1992   | Polonia              |
| 6  | Bartłomiej Neroj      | P     | 22 novembre 1984  | Polonia              |
| 7  | Grzegorz Pilarz       | P     | 12 febbraio 1980  | Polonia              |
| 8  | Bartosz Janeczek      | S/O   | 12 luglio 1987    | Polonia              |
| 9  | Dmytro Bogdan         | C     | 5 luglio 1989     | Ucraina              |
| 10 | Łukasz Koziura        | L     | 8 giugno 1992     | Polonia              |
| 12 | Paweł Gryc            | S/O   | 9 gennaio 1996    | Polonia              |
| 13 | Marcin Wika           | S     | 9 novembre 1983   | Polonia              |
| 16 | Serhiy Kapelus        | S     | 22 ottobre 1982   | Ucraina              |
| 17 | Mateusz Sacharewicz   | C     | 23 ottobre 1989   | Polonia              |
| 18 | Kamil Kwasowski       | S     | 13 settembre 1990 | Polonia              |